# Dolophilodes sanctipauli
Dolophilodes sanctipauli är en nattsländeart som beskrevs av Oliver S. Flint Jr. 1971. Dolophilodes sanctipauli ingår i släktet Dolophilodes och familjen stengömmenattsländor. Inga underarter finns listade i Catalogue of Life.